# Холодное (Роменский район)
Холодное (укр. Холодне) — село, Басовский сельский совет, Роменский район, Сумская область, Украина.
Код КОАТУУ — 5924181710. Население по данным 1982 года составляло 10 человек.
Село ликвидировано в 2004 году .

## Географическое положение
Село Холодное находится в 2-х км от правого берега реки Хмелевка. На расстоянии в 1 км расположены сёла Великая Бутовка и Басовка. Рядом проходит автомобильная дорога Т-1907.

## История
- 2004 — село ликвидировано [1].